# San Diego Open 1999
Il San Diego Open 1999 è stato un torneo di tennis giocato sul cemento. 
È stata la 21ª edizione del torneo di San Diego, che fa parte della categoria Tier II nell'ambito del WTA Tour 1999
Si è giocato a San Diego negli USA dal 2 all'8 agosto 1999.

## Campionesse

### Singolare
Martina Hingis ha battuto in finale  Venus Williams con il punteggio di 6–4, 6–0

### Doppio
Lindsay Davenport /  Corina Morariu hanno battuto in finale  Serena Williams /  Venus Williams con il punteggio di 6–4, 6–1